# Елізабет-Лейк (Каліфорнія)
Елізабет-Лейк (англ. Elizabeth Lake) — переписна місцевість (CDP) в США, в окрузі Лос-Анджелес штату Каліфорнія. Населення — 1651 особа (2020).

## Географія
Елізабет-Лейк розташований за координатами 34°39′23″ пн. ш. 118°22′47″ зх. д. / 34.65639° пн. ш. 118.37972° зх. д. (34.656488, -118.379847).  За даними Бюро перепису населення США в 2010 році переписна місцевість мала площу 16,95 км², з яких 16,18 км² — суходіл та 0,77 км² — водойми.

## Демографія
Згідно з переписом 2010 року, у переписній місцевості мешкало 1756 осіб у 674 домогосподарствах у складі 489 родин. Густота населення становила 104 особи/км².  Було 745 помешкань (44/км²).
Расовий склад населення:
| - 90,6 % — білих - 1,3 % — азіатів - 1,2 % — чорних або афроамериканців - 0,5 % — корінних американців - 0,1 % — вихідців з тихоокеанських островів - 2,7 % — осіб інших рас |

До двох чи більше рас належало 3,6 %. Частка іспаномовних становила 13,2 % від усіх жителів.
За віковим діапазоном населення розподілялося таким чином: 22,9 % — особи молодші 18 років, 68,7 % — особи у віці 18—64 років, 8,4 % — особи у віці 65 років та старші. Медіана віку мешканця становила 42,4 року. На 100 осіб жіночої статі у переписній місцевості припадало 109,3 чоловіків;  на 100 жінок у віці від 18 років та старших — 108,8 чоловіків також старших 18 років.
Середній дохід на одне домашнє господарство  становив 75 524 долари США (медіана — 56 071), а середній дохід на одну сім'ю — 73 109 доларів (медіана — 60 278). Медіана доходів становила 56 579 доларів для чоловіків та 38 250 доларів для жінок. За межею бідності перебувало 7,2 % осіб, у тому числі 0,0 % дітей у віці до 18 років та 13,8 % осіб у віці 65 років та старших.
Цивільне працевлаштоване населення становило 802 особи. Основні галузі зайнятості: освіта, охорона здоров'я та соціальна допомога — 24,6 %, виробництво — 10,6 %, мистецтво, розваги та відпочинок — 8,0 %, сільське господарство, лісництво, риболовля — 7,1 %.